# Gloviczki Péter
Gloviczki Péter (Nyíregyháza, 1948. február 11. –) magyar orvos, érsebész, az 1962-es Ki mit tud? győztese bűvészként.

## Tanulmányai
Felmenői között számos orvos akadt. Középiskolás éveit a Pannonhalmi Bencés Gimnáziumban töltötte. Egyetemi tanulmányait a Semmelweis Egyetemen végezte, ahol 1972-ben szerzett orvosi diplomát, Népköztársaság gyűrűvel. Ezt követően a Városmajori Klinikán sajátította el a sebészet és az érsebészet alapjait, ahol 9 évet dolgozott tanársegédként. Itt mentora dr. Soltész Lajos, a magyarországi érsebészet atyja lett.

## Munkássága
Elsősorban a vaszkuláris és endovaszkuláris sebészet területén működött. Számos érsebészeti alterület (aorta, arteria carotis, arteria poplitea aneurysma, vénás és nyirok betegségek, érfejlődési rendellenességek) nemzetközi hírű szakértője. 1987 óta dolgozott a Mayo Klinikán, melynek érsebészeti osztályát tíz évig (2000-2010) vezette. Az Amerikai Érsebész Társaság (Society for Vascular Surgery) 67. elnöke volt, melynek szakfolyóiratát, Journal of Vascular Surgery-t főszerkesztőként is irányította. A Frank J. Veith International Society egykori elnöke. A Semmelweis Egyetemet fenntartó Nemzeti Egészségügyi és Orvosképzésért Alapítvány kuratóriumi tagja. 2023-ban Nemzetközi érgyógyászati kongresszust (Semmelweis International Vascular Symposium) szervezett az Egyetemen. Könyvet írt a vénás és nyirokbetegségekről (Handbook of Venous and Lymphatic Disorders). 

## Díjai
- az Amerikai Érsebész Társaság életműdíja (2024)[3]
- Semmelweis Budapest Award (2021)[4]
- a Magyar Érdemrend Tisztikeresztje (2017)
- a Semmelweis Egyetem díszdoktora (2014)[5]

## Művei
Életéről magyar és angol nyelven könyv jelent meg Varázsgömb és szike – Gloviczki Péter érsebész különleges életútja – Az értől az Óceánig címmel.
- Kő András: Varázsgömb és szike. Gloviczki Péter érsebész különleges életútja. Az értől az óceánig; Semmelweis, Budapest, 2020
- Kő András: Magic and medicine. The extraordinary journey of a vascular surgeon, Peter Gloviczki; angolra ford. Hideg Rachel; Semmelweis, Budapest, 2021